# Campestre Villas del Álamo
Campestre Villas del Álamo är en ort i Mexiko.   Den ligger i kommunen Mineral de la Reforma och delstaten Hidalgo, i den sydöstra delen av landet, 90 km nordost om huvudstaden Mexico City. Campestre Villas del Álamo ligger 2 429 meter över havet och antalet invånare är 6 192.
Terrängen runt Campestre Villas del Álamo är kuperad åt nordost, men åt sydväst är den platt. Runt Campestre Villas del Álamo är det mycket tätbefolkat, med 1 135 invånare per kvadratkilometer. Närmaste större samhälle är Pachuca de Soto, 3,2 km nordväst om Campestre Villas del Álamo. Omgivningarna runt Campestre Villas del Álamo är i huvudsak ett öppet busklandskap.